# Jim Skea
James "Jim" Ferguson Skea /skiː/, född i Dundee i Skottland 1 september 1953, är en brittisk akademiker. I juli 2023 valdes han till ordförande för IPCC.
Skea utbildades på Edinburgs universitet där han tog examen i matematisk fysik 1975. Han tog sin doktorsexamen i energiforskning från Clare College, Cambridge 1978.
Han var professor emeritus i hållbar energi vid Imperial College London 2009-2023, och är verksam vid International Institute for Environment and Development.